# Língua altai
O altai (Алтай тили, transl. Altay tili) é uma língua do grupo das línguas turcomanas falada principalmente na República de Altai na Rússia, onde é sua língua oficial juntamente com o russo. Possuía cerca de 57.400 falantes totais em 2010. Tinha a denominação oyrot (ойрот) até 1948.

## Classificação
Por sua posição isolada nas Montanhas Altai e pelo contato com línguas das cercanias, a classificação do Altai como uma Língua turcomana muitas vezes foi contestada. Por sua proximidade geográfica com falantes de línguas shor e khakas, alguns a classificam como um língua do sub-grupo turcomano do norte.
Por similaridas com o quirguiz, foi agrupada com as línguas kiptchak. Uma classificação mais recente apresentada pelo linguísta Talat Tekin coloca o Altai do sul também no seu próprio grupo nas línguas turcomanas, enquanto que os dialetos do Altai do norte ficam agrupados com a língua baixo chulym e o dialeto kondoma fica junto com a língua shor.

## Distribuição geográfica
O altai é falado como primeira língua na República de Altai (altai sul) e Krai de Altai (altai do norte). É língua oficial na República Altai junto com o russo e essa forma oficial é do grupo de dialetos do sul, falada pelos "altay-kiži" étnicos. Pouco tempo depois da oficialização esse dialeto se difundiu na República de Altai do Norte.

### Dialetos
O altai é usualmente classificado em dois dialetos, sul e norte, os quais por sua vez se dividem em subdialetos, como se segue::
- Altai do sul
  - Altay próprio
    - Mayma

  - Língua Telengit
    - Tölös
    - Chuy

  - Teleut
- Altai do norte
  - Língua Tuba
  - Kumandy
    - Turachak
    - Solton
    - Starobardinian

  - Chalkan (ou called Kuu, Lebedin)

## Escrita
A língua altai foi escrita com o alfabeto latino entre 1928 e 1938. Daí em diante passou a usar o alfabeto cirílico com quatro letras adicionais: Јј, Ii, Hh (com barra lateral superior direita),  Yy (com trema).

## Fonologia
Os sons do altai variam bastante entre os diversos dialetos:

### Consoantes
|                     | Bilabial | Bilabial | Dental | Dental | Alveolar     | Alveolar     | Palatal | Palatal              | Velar | Velar       |
| ------------------- | -------- | -------- | ------ | ------ | ------------ | ------------ | ------- | -------------------- | ----- | ----------- |
| Plosives            | p        | b        | t      | d      |              |              | c       | sem ponto j "stroke" | k     | script g    |
| Nasal               | m        | m        | n      | n      |              |              |         |                      | eng   | eng         |
| Fricativa           |          |          |        |        | s            | z            | esh     | ezh                  | x     | latin gamma |
| Tap                 |          |          |        |        | r "fishhook" | r "fishhook" |         |                      |       |             |
| Approximant         |          |          |        |        |              |              | j       | j                    |       |             |
| Lateral aproximante |          |          |        |        | l            | l            |         |                      |       |             |

A Plosiva palatal sonora /ɟ/ varia muito entre cada dialeto, especialmente quando na posição inicial. Forma da palavra para "não" - јок incluem /coq/ (Dialeto Kuu) e /joq/ (Kumandy). Mesmo dentro de um mesmo dialeto esse fonema pode apresentar grandes variações.

### Vogais
São oito os sons Vogais em Altai, que podem ser longos ou curtos.
|           |               | Curta   | Curta  | Longal | Longal |
| --------- | ------------- | ------- | ------ | ------ | ------ |
| Fechada   | Aberta        | Fechada | Aberta |        |        |
| Frontal   | Ñ arredondada | i       | e      | iː     | eː     |
| Frontal   | Arredondada   | y       | ø      | yː     | øː     |
| Posterior | Ñ arredondada | ɯ       | a      | ɯː     | aː     |
| Posterior | Arredondada   | u       | o      | uː     | oː     |

## Gramática

### Pronomes
Altai tem seis pronomes pessoais:
| Singular              | Singular  | Plural                | Plural     |
| Altai (transliterado) | Português | Altai (transliterado) | Português  |
| --------------------- | --------- | --------------------- | ---------- |
| мен (men)             | Eu        | бис (bis)             | Nós        |
| сен (sen)             | Tu, você  | слер (sler)           | Vós, vocês |
| ол (ol)               | Ele, Ela  | олор (olor)           | Eles, Elas |

Os pronomes variam muito de um dialeto para outro. A seguir os pronomes em "Qumandin".
| Singular              | Singular  | Plural                | Plural     |
| Altai (transliterado) | Português | Altai (transliterado) | Português  |
| --------------------- | --------- | --------------------- | ---------- |
| мен (men)             | Eu        | пис (pis)             | Nós        |
| сен (sen)             | Tu, você  | снер (sner)           | Vós, vocês |
| ол ol)                | Ele/Ela   | анар (anar)           | Eles/Elas  |